# José Moreno (beisbolista)
José de los Santos Mauricio Moreno (Santo Domingo, 1 de noviembre de 1957- 6 de septiembre de 2019. Fue un jugador polivalente dominicano que jugó en la Liga Mayor de Béisbol. Durante tres temporadas en las Grandes Ligas entre 1980 y 1982 militó para los equipos New York Mets, San Diego Padres y Los Angeles Angels of Anaheim.

## Biografía
Aunque Moreno jugó en 82 partidos en su carrera de Grandes Ligas, ocupó tanto la posición de segunda base como la de jardinero derecho. La mayoría de sus apariciones fue como bateador emergente, y algunas como corredor emergente.
Después de su carrera como jugador, Moreno continuó trabajando en el béisbol. En 2007, Moreno fue mánager de los Marineros de Seattle en la Arizona Fall League ganando el campeonato de la liga ese año. 
En 2008, Moreno fue nombrado mánager de Everett AquaSox de la Northwest League. 
El 13 de enero de 2009, fue nombrado mánager de los Peoria Mariners. Luego de la temporada de 2009, fue nombrado nuevamente mánager de Everett AquaSox durante una corta temporada.
El 9 de diciembre de 2010 fue nombrado mánager de los High Desert Mavericks para la temporada de 2011.
Además trabajó en la Liga Venezolana como entrenador de tercera de los Cardenales de Lara.
Falleció el 6 de septiembre de 2019 a los 61 años de edad en el Hospital General de la Plaza de la Salud de Santo Domingo.